# Begonia nivea
Begonia nivea là một loài thực vật có hoa trong họ Thu hải đường. Loài này được Parish ex Kurz mô tả khoa học đầu tiên năm 1873.